# Red prijateljstva med narodi
Red prijateljstva med narodi je odlikovanje Sovjetske zveze, ki je bilo ustanovljeno 17. decembra 1972.

## Kriteriji
Red je bil podeljen državljanom ZSSR, civilnim in vojaškim organizacijam, tujcem in tujim organizacijam za razvoj prijateljstva in sodelovanje med socialističnimi državami in ljudi.

## Opis
Red je iz srebra, pozlačen in emajliran.

## Nadomestne oznake
Nadomestna oznake je rdeč trak z dvema 0,5 mm rdečima trakoma na sredini, 1.5 mm belima robovoma in 4 mm modrim trakom na levi in 4 mm zelenim trakom na desni (zaporedje barv z leve proti desni: bela - modra - rdeča - rumena - rdeča - rumena - rdeča - zelena - bela).

## Nosilci
Do leta 1981 je bilo podeljenih 4.000 redov.